# Женецький водоспад
Жене́цький Гук (Жене́цький водоспад) — водоспад в Українських Карпатах на потоці Женець (ліва притока Пруту) між масивами хребтів Явірника і Хом'яка-Синяка (гірський масив Ґорґани), біля сіл Микуличин і Татарів (Івано-Франківська область). Розташований на відстані приблизно 5 км від траси, 9 км від станції Татарів і 10 км від станції Микуличин, на території Карпатського національного природного парку. 
Водоспад Женецький Гук розташований на висоті 900 м над рівнем моря. Утворився у післявоєнні роки в результаті повені. Вода вільно падає з висоти 15 м. 
Місцеві жителі назвали водоспад Гук через шум, гул, що доноситься від нього. 
На відстані близько 2 км від водоспаду розташований менш відомий Нарінецький водоспад. 

## Маршрут до водоспаду
До Женецького водоспаду від траси Микуличин — Ворохта (бл. 7 км) спочатку йде асфальтована дорога (приблизно до середини), а далі добра ґрунтова дорога. І замість стежки до водоспаду веде цілком добра дорога з шлагбаумом при в'їзді. А ще це місце прославилося тим, що неподалік розташована резиденція колишнього президента України Віктора Ющенка. 

## Світлини

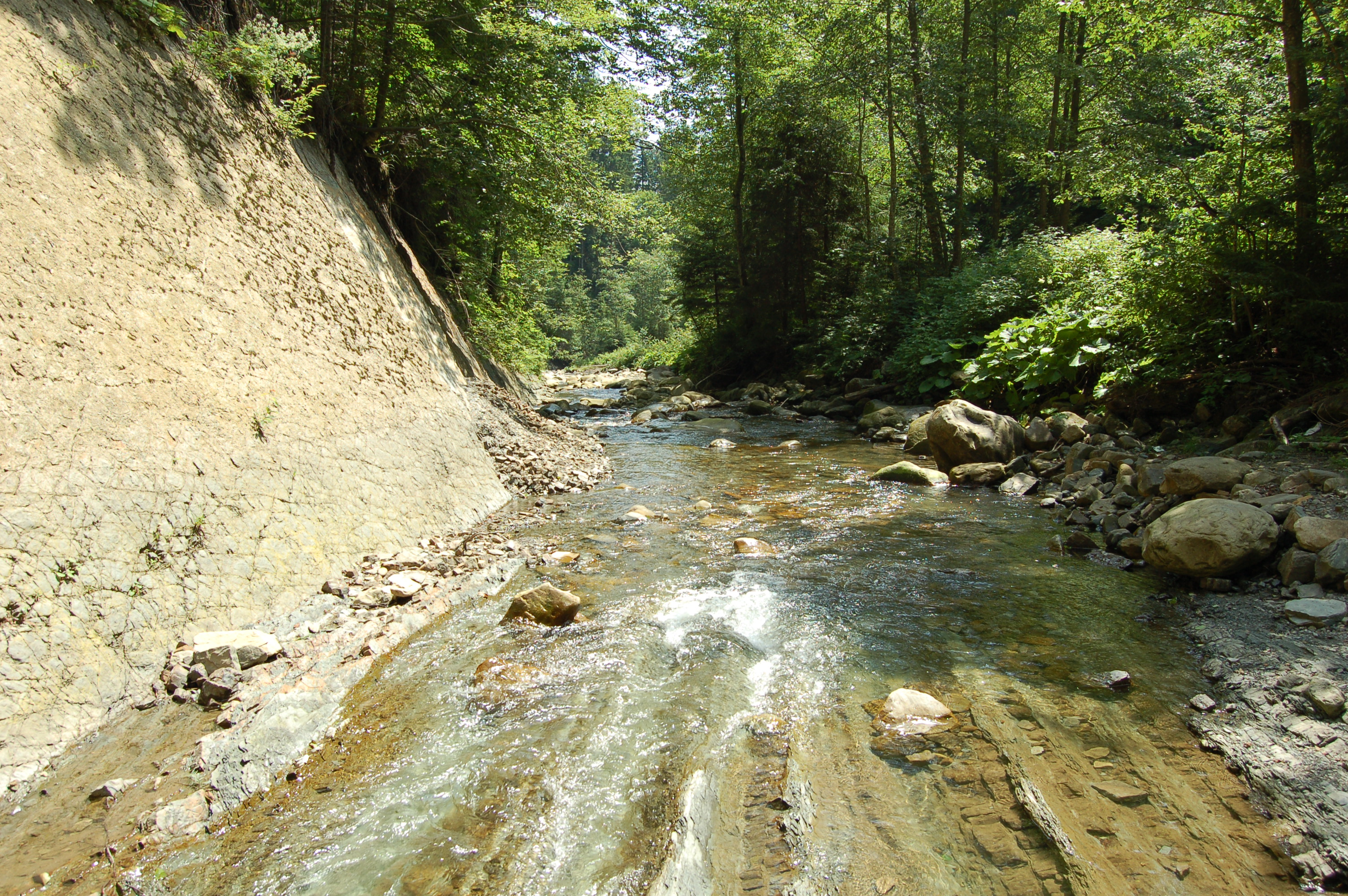
річка Женець неподалік від водоспаду
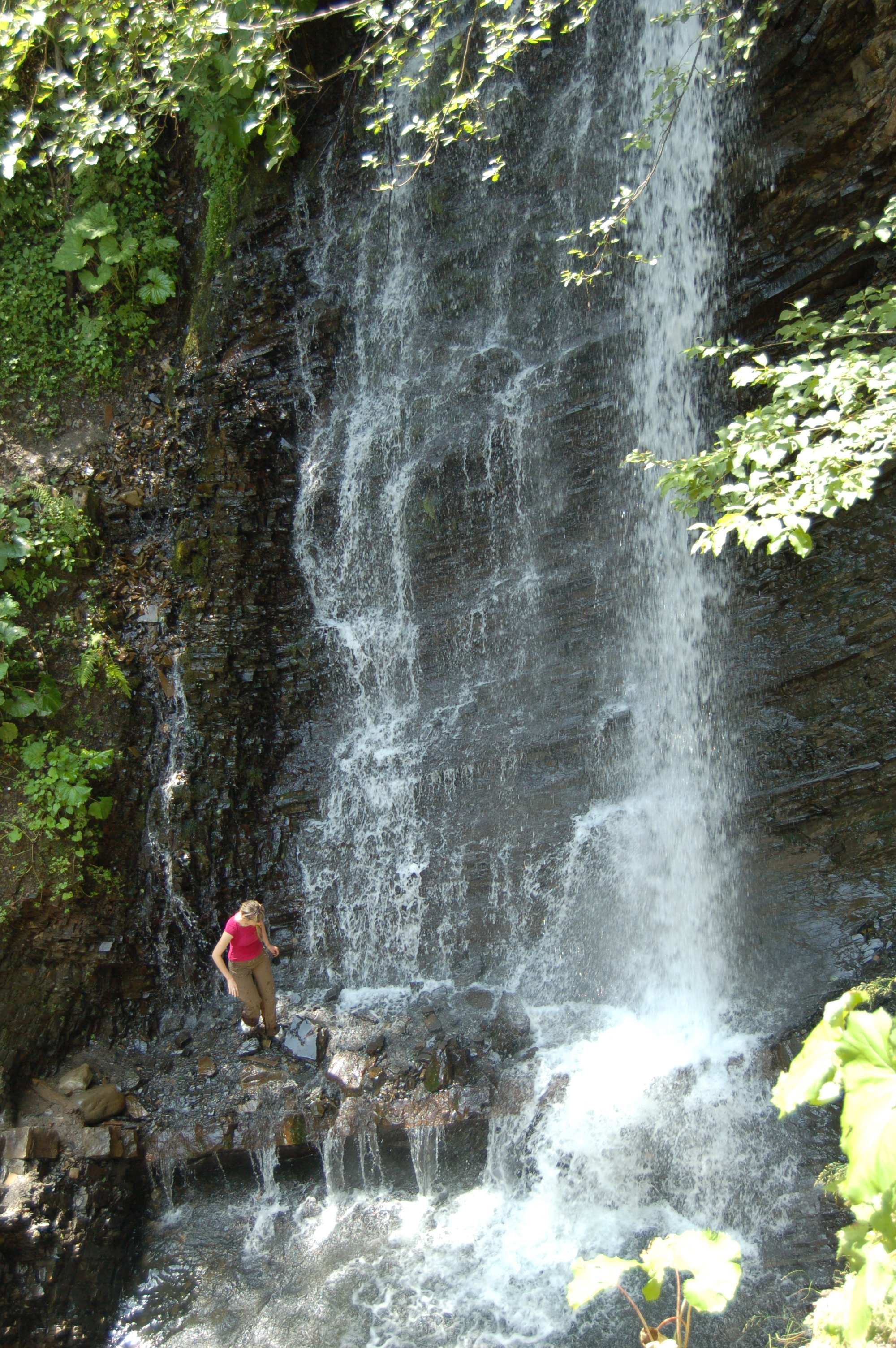
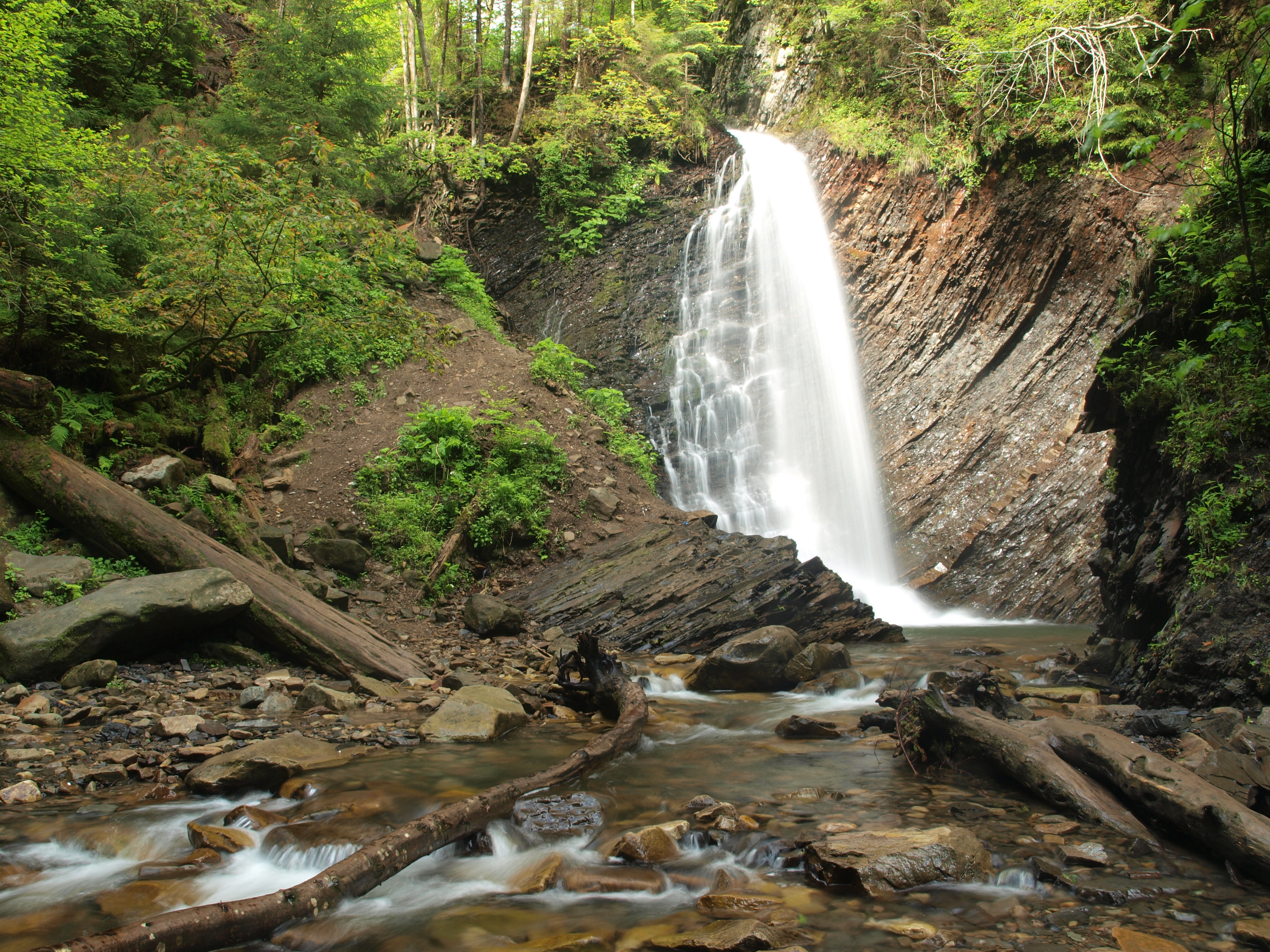
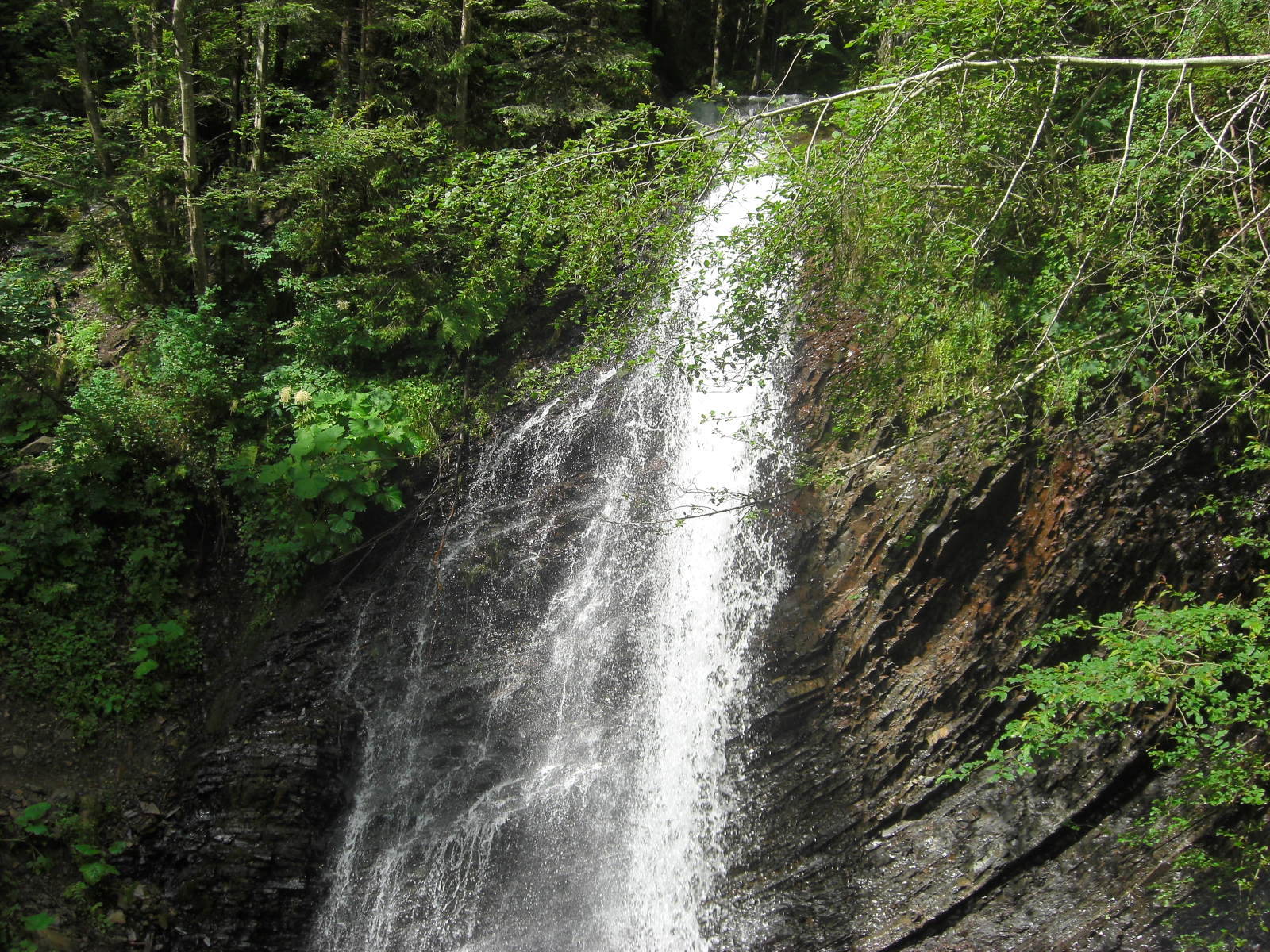
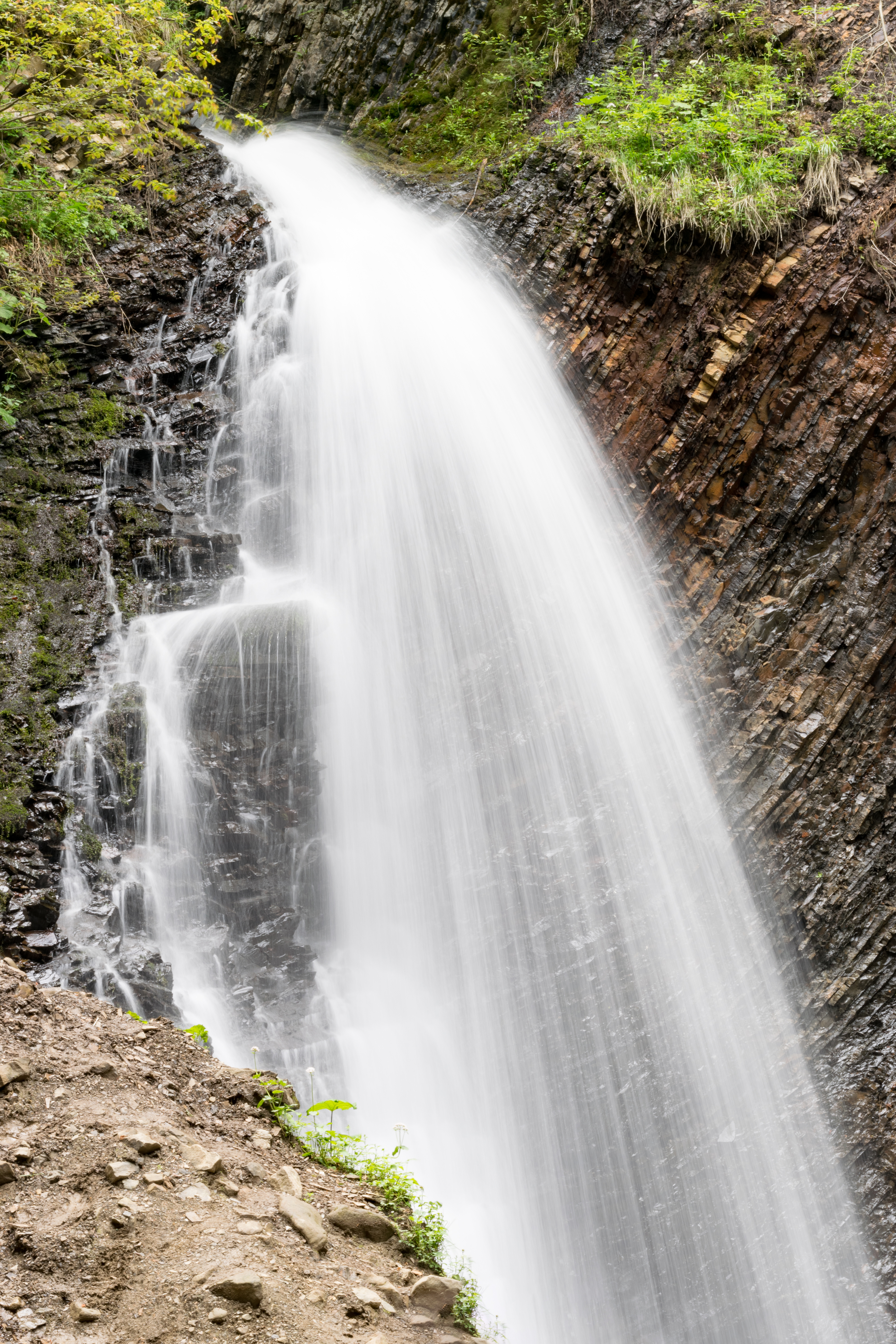
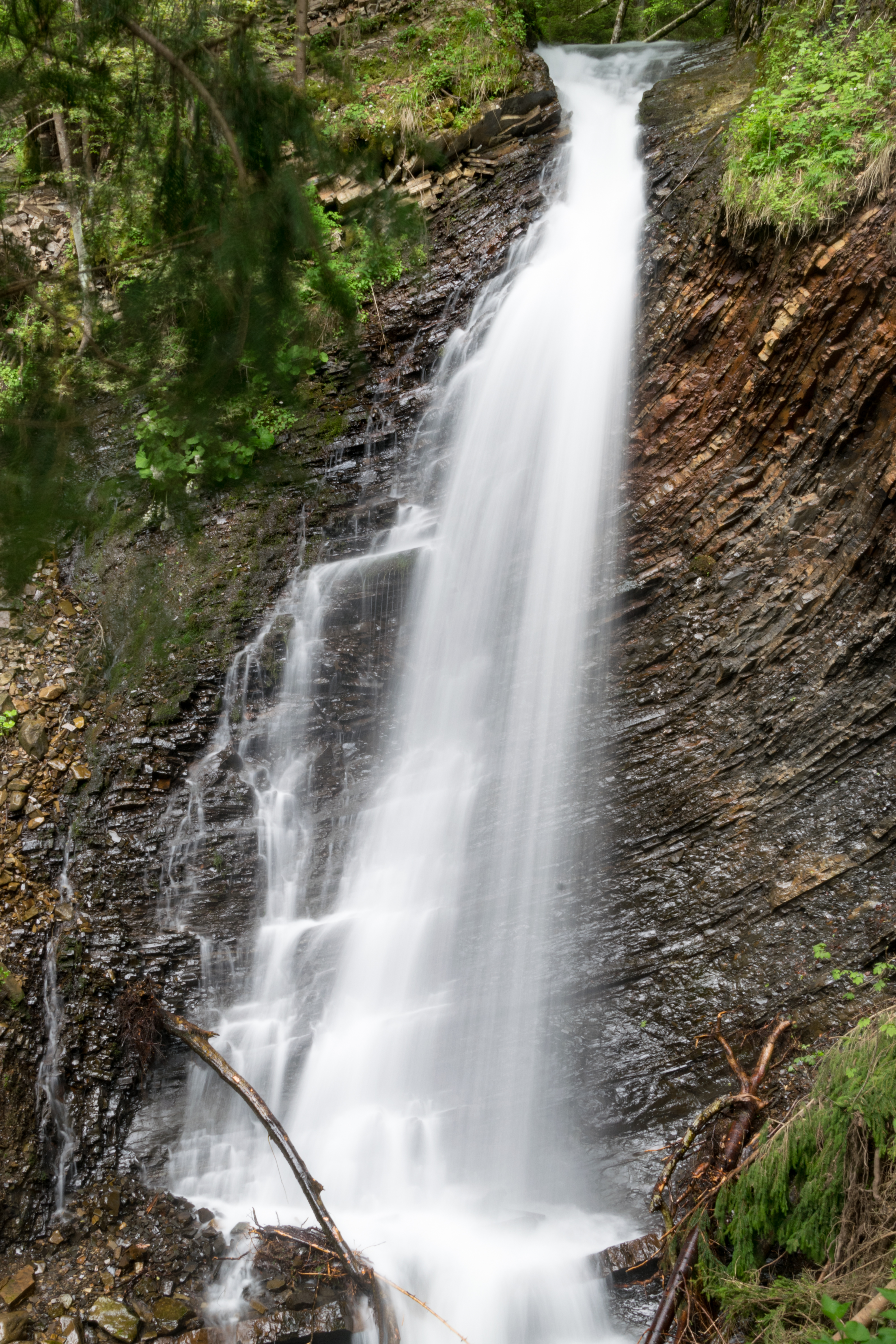
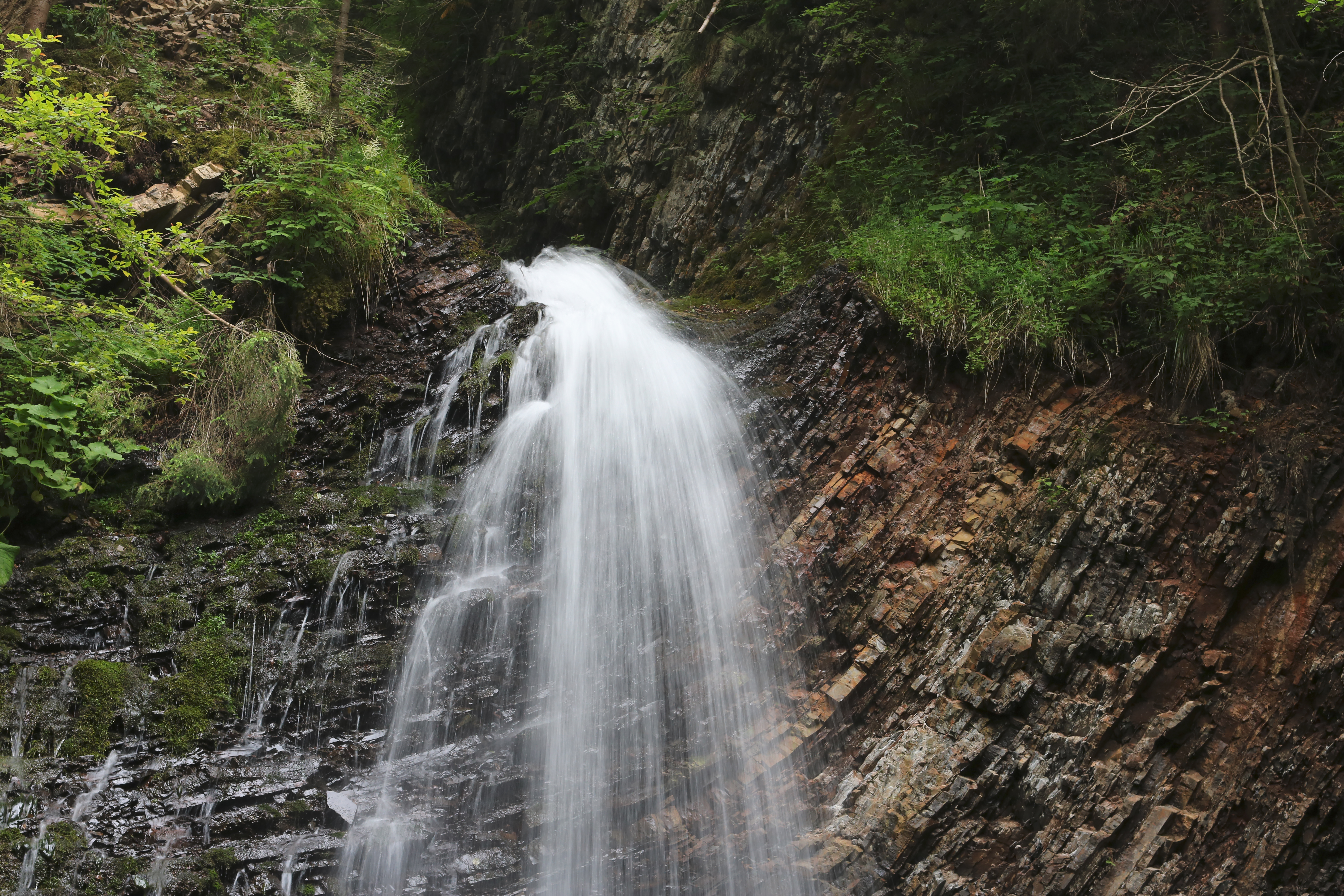
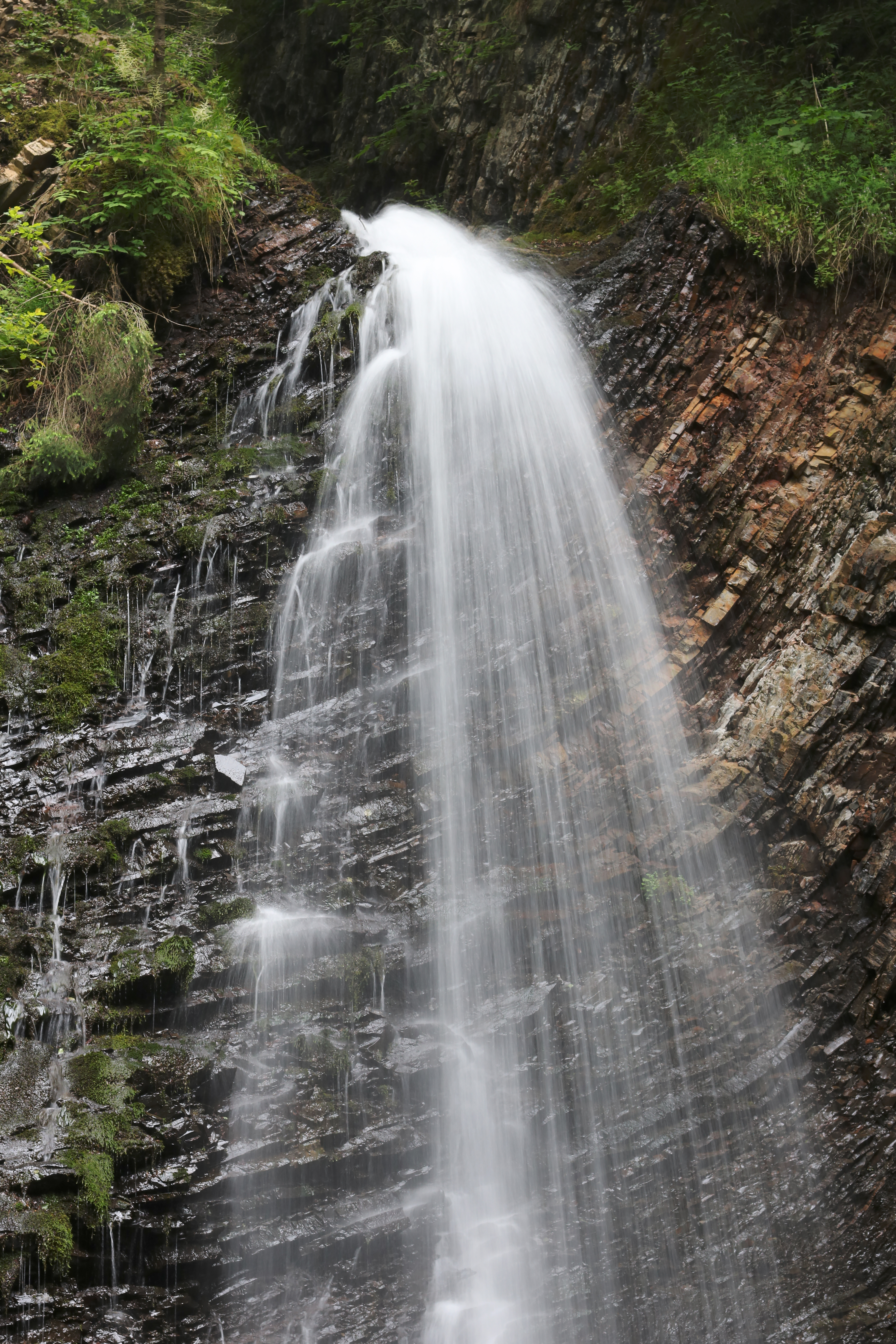
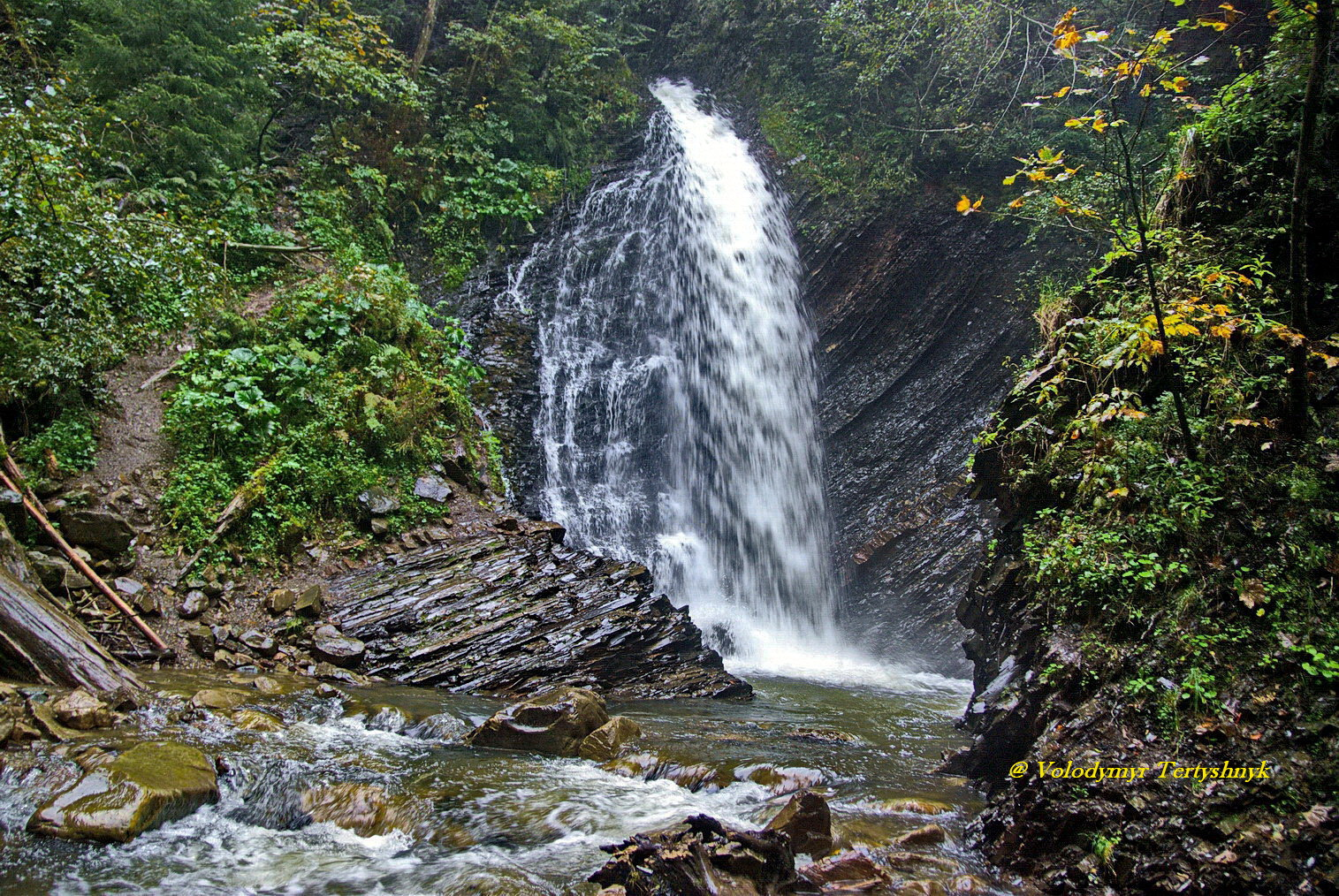
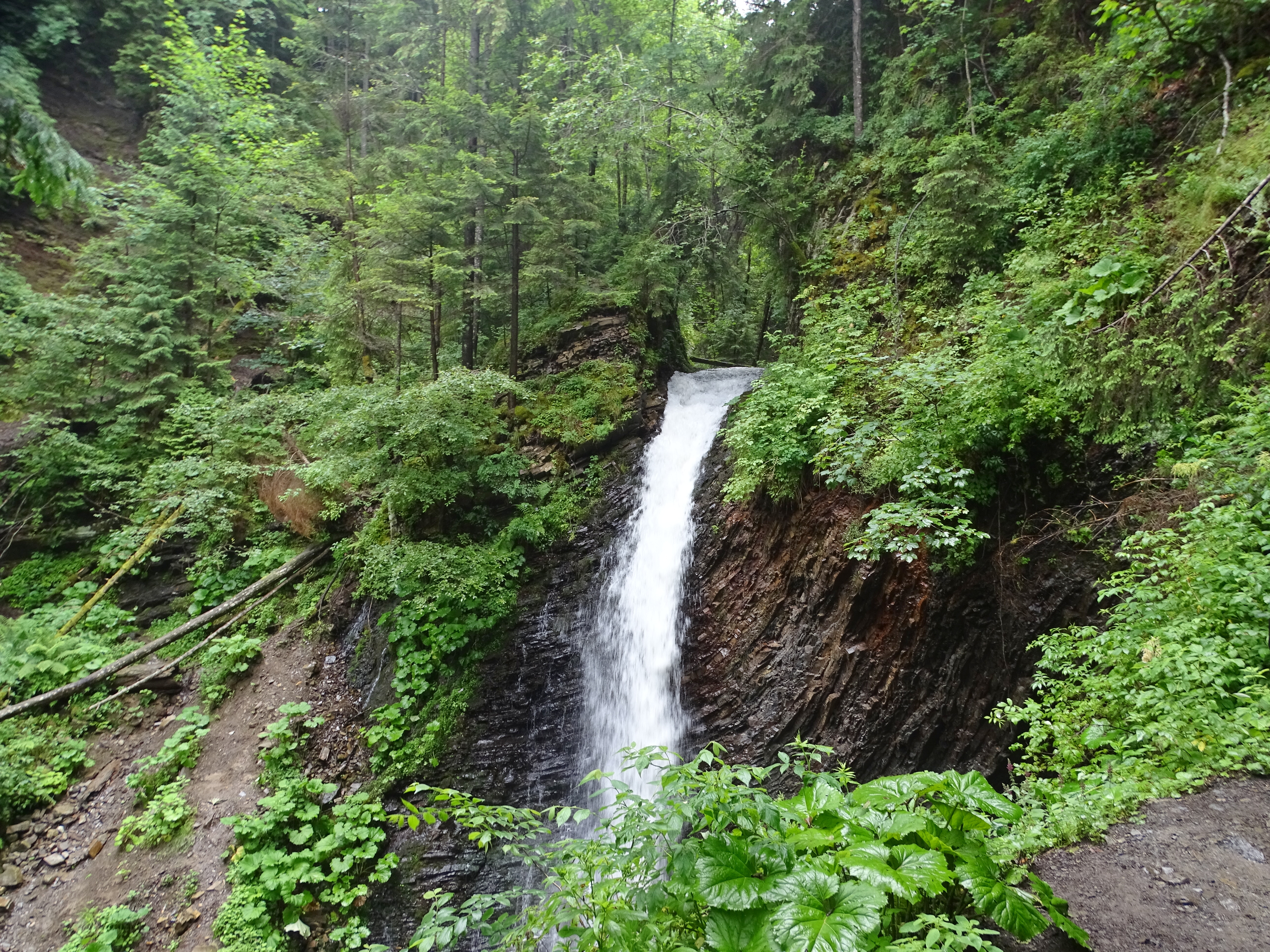